# Aislaby (Scarborough)
Aislaby is een civil parish in het bestuurlijke gebied Scarborough, in het Engelse graafschap North Yorkshire met 243 inwoners.